# Port Wing (Wisconsin)
Port Wing es un pueblo ubicado en el condado de Bayfield en el estado estadounidense de Wisconsin. En el Censo de 2010 tenía una población de 368 habitantes y una densidad poblacional de 3,04 personas por km².

## Geografía
Port Wing se encuentra ubicado en las coordenadas 46°44′54″N 91°20′8″O / 46.74833, -91.33556. Según la Oficina del Censo de los Estados Unidos, Port Wing tiene una superficie total de 121.11 km², de la cual 120.9 km² corresponden a tierra firme y (0.17%) 0.2 km² es agua.

## Demografía
Según el censo de 2010, había 368 personas residiendo en Port Wing. La densidad de población era de 3,04 hab./km². De los 368 habitantes, Port Wing estaba compuesto por el 96.2% blancos, el 0% eran afroamericanos, el 1.63% eran amerindios, el 0% eran asiáticos, el 0% eran isleños del Pacífico, el 0.82% eran de otras razas y el 1.36% pertenecían a dos o más razas. Del total de la población el 0% eran hispanos o latinos de cualquier raza.